# Кларънс Браун
Кларънс Браун (на английски: Clarence Brown) е американски режисьор.

## Биография
Кларънс Браун е роден на 10 май 1890 година в Клинтън, Масачузетс. Баща му Ларкин Хари Браун е производител на памук, и майка му Катрин Ан Браун (родена Гау). Браун се премества в Тенеси, когато Кларънс е на 11 години. Той посещава гимназията в Ноксвил и Университета на Тенеси, и двата в Ноксвил, Тенеси, завършвайки университета на 19-годишна възраст с две степени по инженерство. Ранното увлечение по автомобилите води Браун до работа в Stevens-Duryea Company, след това в неговата собствена Brown Motor Car Company в Алабама. По-късно той изоставя автокъщата, след като проявява интерес към киното около 1913 г. Той е нает от Peerless Studio във Форт Ли, Ню Джърси, и става асистент на родения във Франция режисьор Морис Турньор.

### Кариера
След като служи като пилот на изтребител и летателен инструктор във въздушната служба на армията на Съединените щати по време на Първата световна война Браун получава първата си покана за сърежисиране с Турньор за „Великият изкупител“ (1920). По-късно същата година той режисира голяма част от „Последният от мохиканите“, след като Турньор е наранен при падане.
Браун се премества в Юнивърсъл през 1924 г., а след това в Метро-Голдуин-Майер, където остава до средата на 1950-те години. В MGM той е един от главните режисьори на техните големи дамски звезди: Джоан Крофорд шест пъти и Грета Гарбо седем.
Браун е номиниран шест пъти за „Оскар“ за най-добър режисьор, но никога не я получава. Въпреки това той печели наградата за най-добър чуждестранен филм за „Анна Каренина“, с участието на Грета Гарбо на Международния филмов фестивал във Венеция през 1935 г. Филмите на Браун спечелиха общо 38 номинации за „Оскар“ и спечелиха девет Оскара, а през 1949 г. печели награда на БАФТА за филмовата версия на „Натрапник в прахта“ на Уилям Фокнър.
През 1957 г. Браун получава наградата „Джордж Ийстман“, дадена от Джордж Ийстман Хаус за изключителен принос към филмовото изкуство. Браун е пенсиониран богаташ заради инвестициите му в недвижими имоти, но отказа да гледа нови филми, тъй като се страхуваше, че може да го накарат да рестартира кариерата си.
Театърът Кларънс Браун, в кампуса на университета в Тенеси, е кръстен в негова чест.

### Персонален живот
Кларънс Браун е женен четири пъти. Първият му брак е с Пола Херндън Прат през 1913 г., който продължава до развода им през 1920 г. Двойката има дъщеря, Адриен Браун. Вторият му брак е с Она Уилсън, който продължава от 1922 г. до развода им през 1927 г.
Той е сгоден за Дороти Себастиан и Мона Марис, въпреки че не се ожени за нито една от тях, като Марис по-късно каза, че е прекратила връзката им, защото тогава е имала свои „собствени идеи за брак.“
Той се жени за третата си съпруга, Алис Джойс, през 1933 г. и се развеждат през 1945 г. Последният му брак е с Мариан Спайс през 1946 г., който продължава до смъртта му през 1987 г.

### Смърт
Кларънс Браун почива в здравния център „Сейнт Джон“ в Санта Моника, Калифорния от бъбречна недостатъчност на 17 август 1987 г. на 97-годишна възраст. Той е погребан в мемориалния парк Форест Лоун в Глендейл, Калифорния.
На 8 февруари 1960 г. Браун получава звезда на Холивудска алея на славата на Vine Street 1752 за приноса си към филмовата индустрия.

## Избрана филмография
| Година | Филм          | Оригинално заглавие |
| ------ | ------------- | ------------------- |
| 1930   | Ана Кристи    | Anna Christie       |
| 1935   | Анна Каренина | Anna Karenina       |